# Głuszyca
Głuszyca, tyska: Wüstegiersdorf, är en stad i sydvästra Polen, belägen i distriktet Powiat wałbrzyski i Nedre Schlesiens vojvodskap, sydost om staden Wałbrzych vid gränsen mot Tjeckien. Tätorten hade 6 588 invånare i juni 2014 och utgör centralort i en stads- och landskommun med totalt 8 867 invånare samma år.

## Geografi
Staden ligger i Wałbrzychbergen på norra sidan av Sudeterna. Genom stadskärnan rinner floden Bystrzyca.

## Historia
Orten omnämns första gången som Neu-Gerhardisdorf 1305 som en by tillhörande de schlesiska hertigarna av huset Piast och hertigdömet Schweidnitz. Området lydde från 1368 under kungariket Böhmen. Byn förstördes under husiterkrigen och återbefolkades under Habsburgmonarkin i mitten av 1500-talet, då sachsiska gruvarbetare slog sig ned i byn efter inbjudan av länsherrarna, släkten von Hochberg av Fürstenstein. Efter att gruvan lagts ned 1586, blev linneväveri den dominerande näringen. År 1742 tillföll orten Kungariket Preussen genom separatfred i Österrikiska tronföljdskriget, från 1815 som del av provinsen Schlesien och från 1816 som del av Landkreis Waldenburg.
1838 öppnades ortens första mekaniska bomullsväveri, och under följande sekel kom orten att få en omfattande textilindustri. Från 1871 var orten även del av det Tyska kejsardömet.
Under andra världskriget pågick det stora Projekt Riese i området omkring Wüstegiersdorf och Wüstewaltersdorf, och i Wüstegiersdorf inrättades satellitarbetsläger till koncentrationslägret Gross-Rosen. I Tannhausen fängslades omkring 2000 fångar, huvudsakligen judiska arbetare, och i Dörnhau upprättades ett annat läger med omkring 2000 fångar. Kruppkoncernen förlade sin tändhattsproduktion till orten under kriget, och för Krupp arbetade i slutet av 1944 224 krigsfångar, 1029 utländska tvångsarbetare och 200 kvinnliga koncentrationslägerfångar från Ungern och Kroatien.
Staden tillföll Polen genom Potsdamöverenskommelsen och döptes av de polska myndigheterna om till Głuszyca. Den tyska befolkningen tvångsförflyttades, och staden återbefolkades därefter av polska bosättare och flyktingar från områdena öster om Curzonlinjen. 1954 fick staden status som stadsliknande tätort och 1961 erhöll den stadsrättigheter. 1975–1998 hörde Głuszyca till det dåvarande Wałbrzychs vojvodskap.

## Sevärdheter

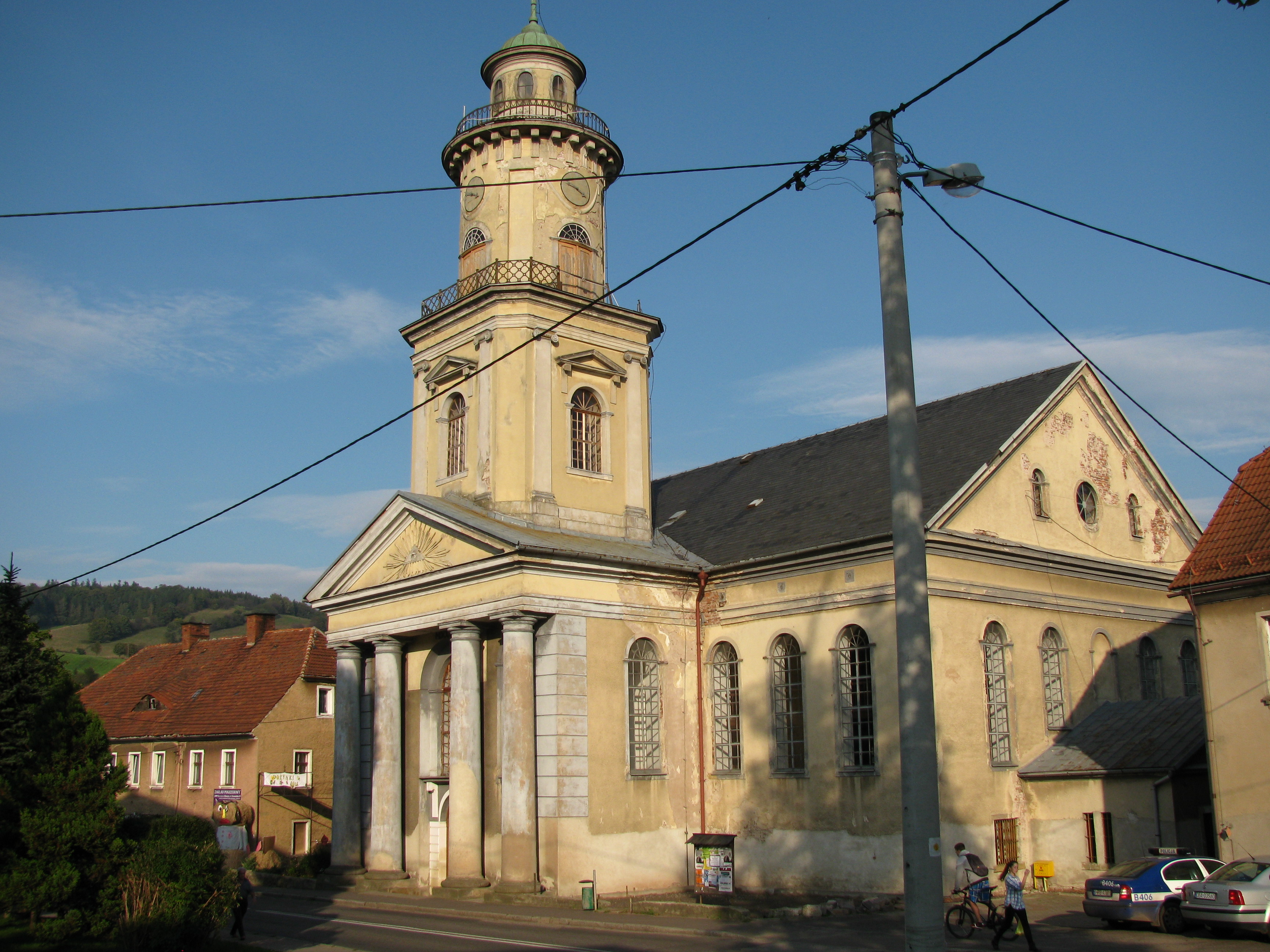
Mariakyrkan.

- Mariakyrkan uppfördes 1809 som protestantisk kyrka och övertogs 1945 av en katolsk församling. Originalinredningen är bevarad.
- Borgarhus från 1700-talet och 1800-talet, bland andra det tidigare värdshuset Pod Jeleniem, uppfört 1784.

## Kommunikationer

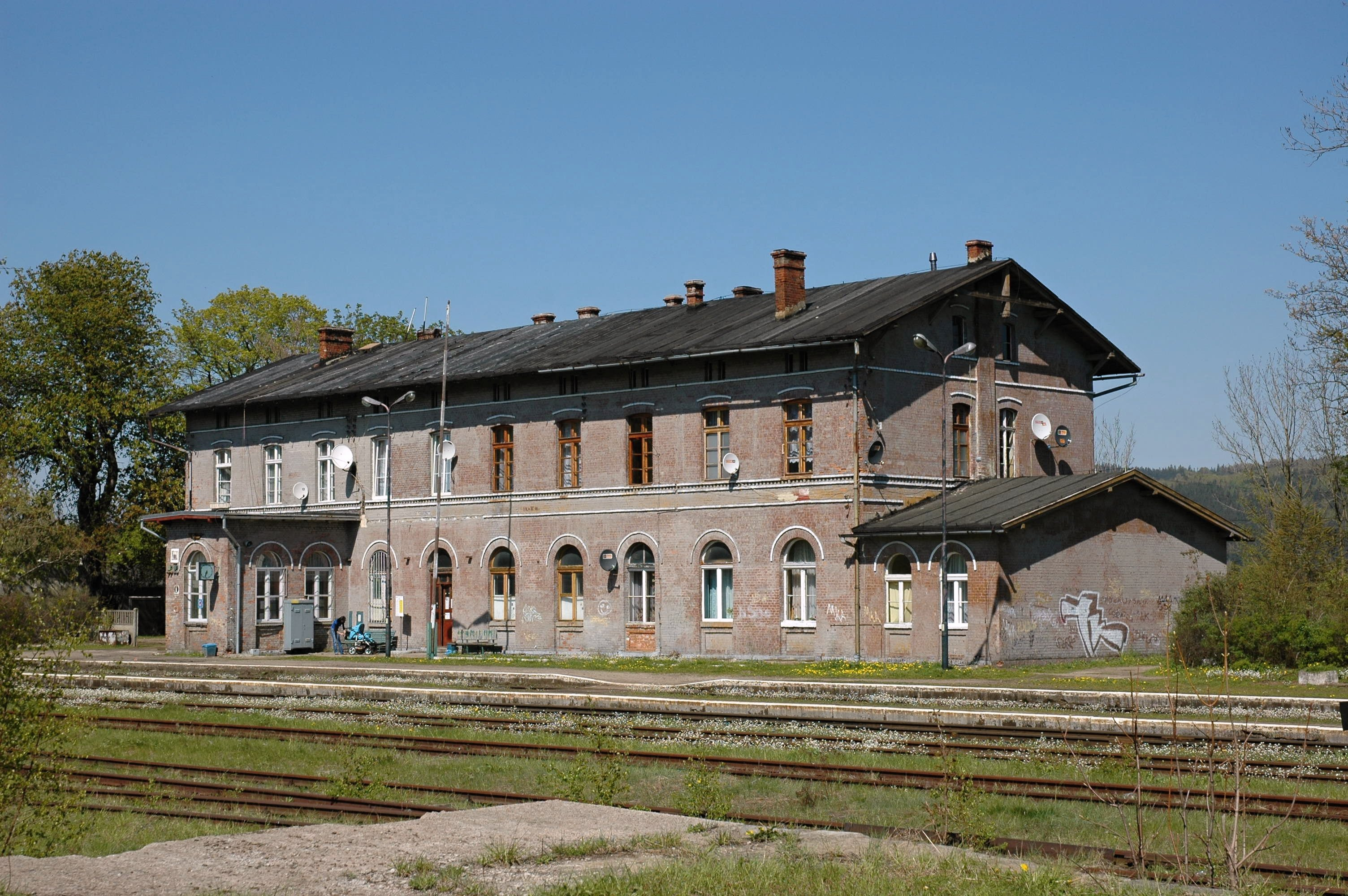
Głuszycas järnvägsstation.

Staden ligger vid den regionala vägen 384 mellan Wałbrzych och Nowa Ruda.
Głuszycas järnvägsstation ligger på linjen mellan Wałbrzych och Kłodzko och trafikeras av regionaltåg.

## Kända invånare
- Marek Mendyk (född 1961), hjälpbiskop i Legnicas romersk-katolska stift.
- Gustav Schröer (1876–1949), författare.
- Egmont Websky (1827–1905), textilfabrikör och riksdagsledamot.